# Federacja Lewicy
Federacja Lewicy (język włoski: Federazione della Sinistra, wcześniej Antykapitalistyczna Lewica Komunistyczna) – włoska koalicja lewicowych partii politycznych. Stanowi przedłużenie Antykapitalistycznej Lewicy Komunistycznej.
W skład koalicji wchodzi
- Odrodzenie Komunistyczne (PRC)
- Partia Komunistów Włoskich (PdCl)
- Socjalizm 2000
- Asocjacja 23 marca "Praca-Solidarność"

Na poziomie Europejskim współpracuje z Europejską Partią Lewicy. W wyborach samorządowych w 2011 ugrupowanie uzyskało 4,10 procent poparcia. 

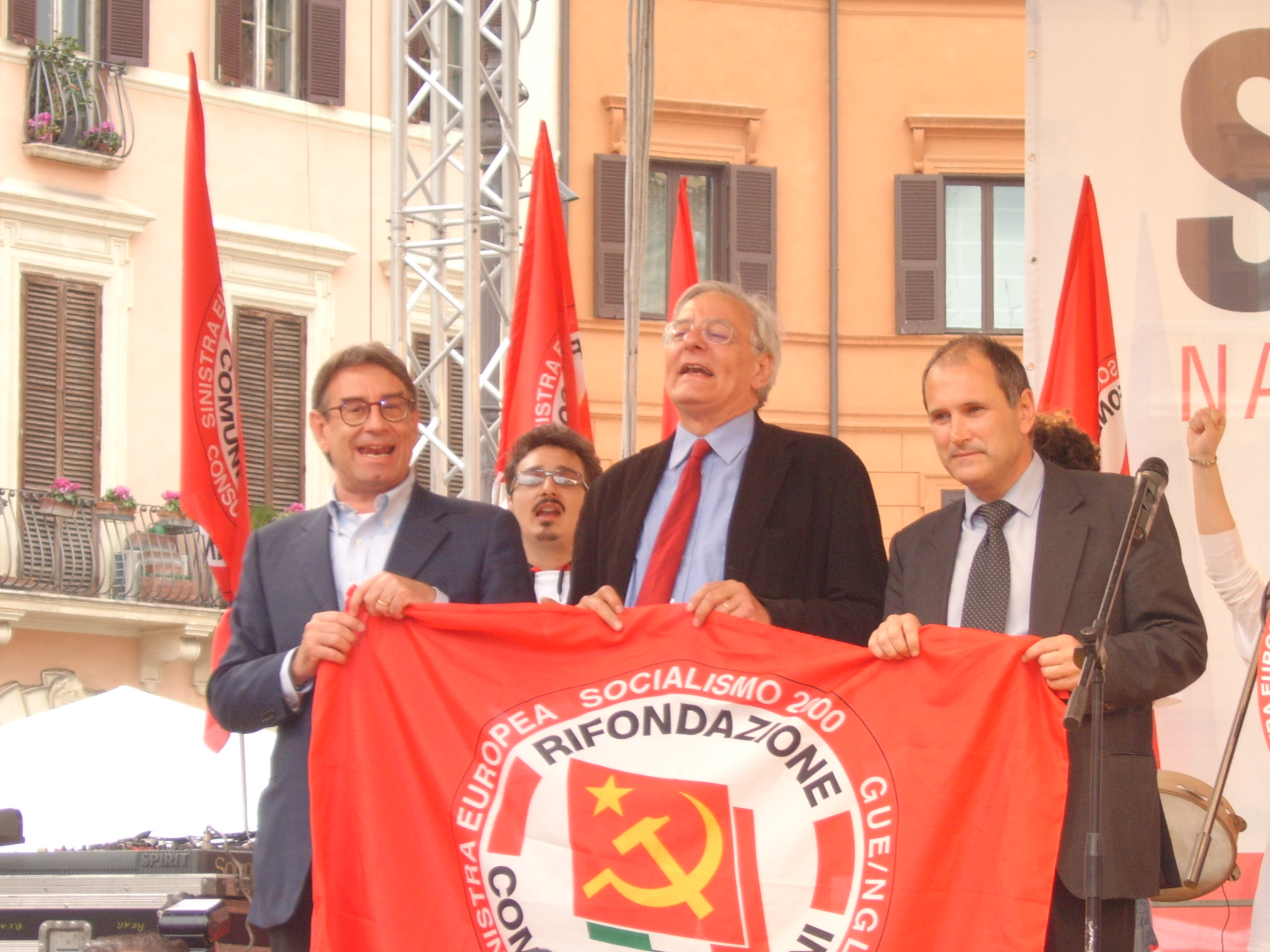
Członkowie Antykapitalistycznej Lewicy Komunistycznej podczas kampanii wyborczej